# 英國LGBT權益
英國的女同性戀者、男同性戀者、雙性戀者與跨性別者（LGBT）權益自建國之初從零起步，經歷了20世紀晚期男同性行為的除罪化，迄現代已迥然於往，建立許多制度以保障同志族群權利。
在住宅、就業及商品與服務方面，英國已立法裁定性傾向和性別認同的相關歧視為違法；英國軍隊也允許同志個人在軍中服役時公開性向。同性伴侶自2002年起可享收養之權，自2005年並可登記為公民伴侶。2004年通過的性別承認法案，也授予跨性別者重置法律上性別的權利。英國過去並不承認同性婚姻，自2011年起，聯合政府已著手規劃一場商討會，預計在會中討論使同性伴侶宗教和世俗婚禮皆合法化的可能性。。並於2013年7月17日得到皇家御准，正式通過《2013年婚姻（同性伴侶）法》。
英國現時社會已普遍接納同志。民治公司（YouGov）2007年調查顯示，90%的英國民眾支持立法禁止性向歧視，另外根據人民公司（Populus Ltd）2009年民調報導，61%人民支持同性伴侶的結婚權益。
2001年1月8日，英國通過2000年性犯罪修正法案，將同意年齡降至16歲，無論其性別或性向。

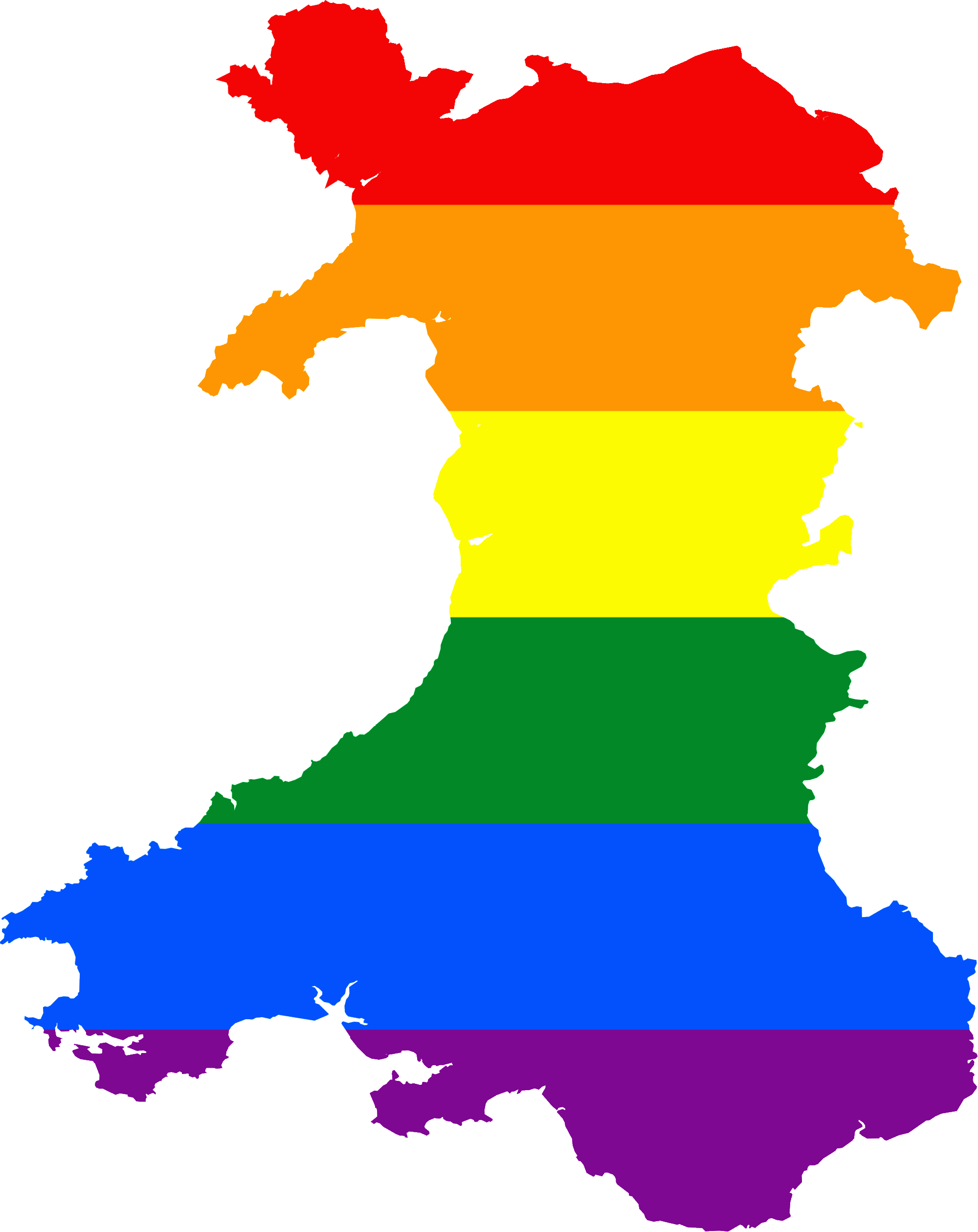
虹色威尔士

2013年7月和2014年2月，英國的英格蘭、威爾斯和蘇格蘭都先後通過同性婚姻法案，北愛爾蘭則在國會要求的期限到期後，於2019年10月21日自動生效。

## 歷史
在大不列顛聯合王國成立之初，英國法律視肛交和獸交為違法行為，根據1533年性悖軌法得處以絞刑。1861年，人身罪法第61款解除同性性行為的死刑刑罰，但男同性行為在1885年刑法修正法案第11節中仍定為違法，可判處監禁，並推廣適用於所有男性之間的性行為。女同性戀則不被當時的法律所承認。
1950年代初期，英國警察以法為根據，大肆取締男同性行為，造成許多沸沸揚揚一時的逮捕和審判事件。其中最引人注目的是著名科學家、數學家和戰時密碼破解員艾倫·圖靈（1912年－1954年），他在1952年因「嚴重猥褻」被定罪。2009年，英國首相戈登·布朗在回應一封請願書時，對此表致歉意。
1953年，大地主麥可·皮特-里維（Michael Pitt-Rivers）和記者彼得·懷德布洛德（Peter Wildeblood）被指與愛德華·麥克納利（Edward McNally）和約翰·雷諾茲（John Reynolds）發生集體雞姦行為而被逮捕，並被控和愛德華·孟塔古勾結犯下此罪行。檢察官保證不起訴麥克納利和雷諾茲。審判於1954年3月15日在溫徹斯特城堡大廳舉行，最後孟塔古、皮特-里維和懷德布洛德三人皆被定罪。
1954年3月28日，《星期日時報》刊登一篇名為「法律與偽善」的文章，評論這次審判和它所帶來的影響。沒隔多久，《新政治家報》也在1954年4月10日登載了「警察與孟塔古案」一文。孟塔古審案後一個月，內政大臣大衛·麥斯威爾·伊夫爵士同意設立委員會，負責對同性犯罪相關法律進行審查並提出報告。1954年4月18日，休·盧卡斯-圖斯爵士（Hugh Lucas-Tooth）在英國下議院發表正式報告。同年8月，英國內政部成立十五人委員會，重新考慮「同性犯罪的相關法律和慣例」以及「法院對犯下如此罪行者的判決處理」。

## 概要
| 權益                                               | 合法性 |
| -------------------------------------------------- | --- |
| 同性性行為合法化                                   | 1967年性犯罪法自1967年7月27日在英格蘭和威爾斯地區實行，1980年蘇格蘭刑事司法法自1981年2月1日在蘇格蘭地區實行，1982年北愛爾蘭同性戀犯罪法自1982年12月8日在北愛爾蘭地區實行。 |
| 同意年齡平等化                                     | 2000年性犯罪修正法案自2001年1月8日實行。 |
| 同性戀去疾病化                                     | 接續在1973年美國精神醫學學會將同性戀排除於《精神障礙診斷和統計手冊》以及世界衛生組織1990年調整國際疾病分類之後完成。                                                       |
| 适用于雇佣关系的反歧视法                           | / 2010年全國實施，但北愛爾蘭只保障性別認同 |
| 适用于商品及服务的反歧视法                         | / 2010年全國實施，但北愛爾蘭只保障性別認同 |
| 适用于其他领域的反歧视法（包括间接歧视、厌恶言论） | 2009年全國實施 |
| 同性婚姻                                           | 2011年：英格蘭與威爾斯 2014年：蘇格蘭 2020年：北愛爾蘭 |
| 承认同性伴侣                                       | 自2005年起 |
| 同性伴侣养育过继子女                               | 英格蘭和威爾斯自2005年、蘇格蘭自2009年、北愛爾蘭自2013年 |
| 同性伴侣共同领养                                   | 英格蘭和威爾斯自2005年、蘇格蘭自2009年、北愛爾蘭自2013年 |
| 可以公开服务于军队                                 | Yes |
| 更改法律性别                                       | （自2005年） |
| 穿着異性服飾的合法性                               | Yes |
| 女同性恋体外受精                                   | 自2009年 |
| 男同性恋商业代孕                                   | No |
| 男男性接触人群允许捐血                             | Yes |

## 外部連結
- 同志歷史月英國網站 （页面存档备份，存于）（LGBT History Month）
- GLBTQ 網站：英國中世紀至十九世紀的同志歷史
- GLBTQ 網站：二十世紀至今的同志歷史
- 英國及國際 LGBT 綜合新聞網站